# Campeonato Sudamericano de Fútbol Sub-15 de 2007
El Campeonato Sudamericano Sub-15 de 2007 fue la 3.ª edición de este campeonato juvenil de fútbol y se disputó en Brasil, del 27 de octubre al 11 de noviembre.
En este torneo participaron las 10 federaciones miembro de la Conmebol, dividiéndose en dos grupos de 5 equipos cada uno. A la segunda fase clasificaron los dos primeros de cada grupo. Ambas instancias se jugaron con un sistema de todos contra todos.

## Primera fase

### Grupo A
| Equipo    | Pts | PJ | PG | PE | PP | GF | GC |
| --------- | --- | -- | -- | -- | -- | -- | -- |
| Brasil    | 9   | 4  | 3  | 0  | 1  | 9  | 5  |
| Uruguay   | 6   | 4  | 2  | 0  | 2  | 9  | 5  |
| Venezuela | 6   | 4  | 2  | 0  | 2  | 7  | 7  |
| Ecuador   | 6   | 4  | 2  | 0  | 2  | 8  | 10 |
| Perú      | 3   | 4  | 1  | 0  | 3  | 6  | 12 |

| 17:00 - 27 de octubre de 2007 | Uruguay                              | 3:0 (3:0) | Venezuela | Passo D'Areia, Porto Alegre |                          |
|                               | Mezquida 11' Brugman 23' Polenta 39' |           |           | Árbitro(s): Saúl Laverni    | Árbitro(s): Saúl Laverni |

| 19:00 - 27 de octubre de 2007 | Brasil       | 0:3 | Perú | Passo D'Areia, Porto Alegre |                             |
| | Coutinho 36' |     |      | Árbitro(s): Óscar Maldonado | Árbitro(s): Óscar Maldonado |
| Partido finalizado 1:0. Fue declarado ganador Perú por 3:0 porque Brasil realizó 4 sustituciones, siendo permitidas 3 como máximo. |              |     |      |                             |                             |

| 17:00 - 29 de octubre de 2007 | Perú | 0:4 (0:2) | Uruguay                                        | Passo D'Areia, Porto Alegre |                            |
|                               |      |           | Mezquida 16' Barreto 21' (p), 81' Gallegos 54' | Árbitro(s): Carlos Galeano  | Árbitro(s): Carlos Galeano |

| 19:00 - 29 de octubre de 2007 | Brasil                                                | 5:0 (2:0) | Ecuador | Passo D'Areia, Porto Alegre |                          |
|                               | Coutinho 14', 90+1' Eron 24' Gérson 65' Guilherme 86' |           |         | Árbitro(s): Saúl Laverni    | Árbitro(s): Saúl Laverni |

| 17:00 - 31 de octubre de 2007 | Venezuela                        | 3:2 (3:1) | Perú                | Passo D'Areia, Porto Alegre  |                              |
|                               | Suárez 34', 43' Aristeguieta 35' |           | Rey 20' Arriaga 69' | Árbitro(s): Federico Beligoy | Árbitro(s): Federico Beligoy |

| 19:00 - 31 de octubre de 2007 | Ecuador                       | 3:1 (1:1) | Uruguay    | Passo D'Areia, Porto Alegre |                             |
|                               | Celi 14' Soto 62' Fuertes 90' |           | Chagas 30' | Árbitro(s): Óscar Maldonado | Árbitro(s): Óscar Maldonado |

| 18:15 - 2 de noviembre de 2007 | Brasil                   | 2:1 (0:1) | Venezuela       | Centro Esportivo de la PUCRS, Porto Alegre |                            |
|                                | Gérson 60' Guilherme 75' |           | Aristeguieta 1' | Árbitro(s): Carlos Galeano                 | Árbitro(s): Carlos Galeano |

| 20:15 - 2 de noviembre de 2007 | Perú    | 1:5 (1:0) | Ecuador                                      | Centro Esportivo de la PUCRS, Porto Alegre |                              |
|                                | Rey 19' |           | Celi 62', 66' De La Cruz 68' Romero 76', 87' | Árbitro(s): Federico Beligoy               | Árbitro(s): Federico Beligoy |

| 18:00 - 4 de noviembre de 2007 | Venezuela                              | 3:0 (1:0) | Ecuador | Centro Esportivo de la PUCRS, Porto Alegre |                             |
|                                | Aristeguieta 4' Zambrano 54' Matos 57' |           |         | Árbitro(s): Óscar Maldonado                | Árbitro(s): Óscar Maldonado |

| 20:00 - 4 de noviembre de 2007 | Brasil                    | 2:1 (2:1) | Uruguay     | Centro Esportivo de la PUCRS, Porto Alegre |                          |
|                                | Wellington 27' Felipe 31' |           | Brugman 26' | Árbitro(s): Saúl Laverni                   | Árbitro(s): Saúl Laverni |

### Grupo B
| Equipo    | Pts | PJ | PG | PE | PP | GF | GC |
| --------- | --- | -- | -- | -- | -- | -- | -- |
| Chile     | 8   | 4  | 2  | 2  | 0  | 6  | 4  |
| Argentina | 6   | 4  | 1  | 3  | 0  | 7  | 6  |
| Bolivia   | 5   | 4  | 1  | 2  | 1  | 4  | 4  |
| Colombia  | 3   | 4  | 0  | 3  | 1  | 5  | 6  |
| Paraguay  | 2   | 4  | 0  | 2  | 2  | 6  | 8  |

| 17:00 - 28 de octubre de 2007 | Colombia                    | 2:2 (1:0) | Paraguay                   | Parque Esportivo Montanha dos Vinhedos, Bento Gonçalves |                             |
|                               | Macuace 34' (p) Peralta 67' |           | Giménez 50' Cañete 80' (p) | Árbitro(s): Djalma Beltrane                             | Árbitro(s): Djalma Beltrane |

| 19:00 - 28 de octubre de 2007 | Argentina     | 1:1 (1:1) | Bolivia    | Parque Esportivo Montanha dos Vinhedos, Bento Gonçalves |                             |
|                               | Quintulén 12' |           | Parada 38' | Árbitro(s): Gustavo Siegler                             | Árbitro(s): Gustavo Siegler |

| 17:00 - 30 de octubre de 2007 | Chile                         | 2:1 (1:1) | Colombia    | Parque Esportivo Montanha dos Vinhedos, Bento Gonçalves |                            |
|                               | Fernández 44' (p) Salinas 52' |           | Peralta 20' | Árbitro(s): Daniel Salazar                              | Árbitro(s): Daniel Salazar |

| 19:00 - 30 de octubre de 2007 | Argentina                    | 2:1 (0:1) | Paraguay | Parque Esportivo Montanha dos Vinhedos, Bento Gonçalves |                         |
|                               | Ignacio Ameli 69' Suárez 77' |           | Báez 9'  | Árbitro(s): Percy Rojas                                 | Árbitro(s): Percy Rojas |

| 17:00 - 1 de noviembre de 2007 | Paraguay             | 2:3 (0:1) | Bolivia                         | Parque Esportivo Montanha dos Vinhedos, Bento Gonçalves |                             |
|                                | Acuña 61' Cañete 70' |           | Álvarez 45' Méndez 51' Peña 73' | Árbitro(s): Djalma Beltrane                             | Árbitro(s): Djalma Beltrane |

| 19:00 - 1 de noviembre de 2007 | Argentina               | 2:2 (1:2) | Chile                 | Parque Esportivo Montanha dos Vinhedos, Bento Gonçalves |                           |
|                                | Martínez 30' Aubone 66' |           | Carrasco 5' Jadue 26' | Árbitro(s): Maykler Gómez                               | Árbitro(s): Maykler Gómez |

| 17:00 - 3 de noviembre de 2007 | Colombia | 0:0 | Bolivia | Parque Esportivo Montanha dos Vinhedos, Bento Gonçalves |  |
|                                |          |     |         | Árbitro(s): Daniel Salazar                              |  |

| 19:00 - 3 de noviembre de 2007 | Paraguay  | 1:1 (0:1) | Chile         | Parque Esportivo Montanha dos Vinhedos, Bento Gonçalves |                             |
|                                | Gómez 51' |           | Fernández 14' | Árbitro(s): Gustavo Siegler                             | Árbitro(s): Gustavo Siegler |

| 17:00 - 5 de noviembre de 2007 | Chile             | 1:0 (0:0) | Bolivia | Parque Esportivo Montanha dos Vinhedos, Bento Gonçalves |                         |
|                                | Fernández 79' (p) |           |         | Árbitro(s): Percy Rojas                                 | Árbitro(s): Percy Rojas |

| 19:00 - 5 de noviembre de 2007 | Argentina                  | 2:2 (1:0) | Colombia               | Parque Esportivo Montanha dos Vinhedos, Bento Gonçalves |                             |
|                                | Balbuena 37' Espíndola 90' |           | Santa 71' (p) Watt 89' | Árbitro(s): Djalma Beltrane                             | Árbitro(s): Djalma Beltrane |

## Fase final
| Equipo    | Pts | PJ | PG | PE | PP | GF | GC |
| --------- | --- | -- | -- | -- | -- | -- | -- |
| Brasil    | 6   | 3  | 2  | 0  | 1  | 7  | 3  |
| Uruguay   | 6   | 3  | 2  | 0  | 1  | 6  | 3  |
| Argentina | 3   | 3  | 1  | 0  | 2  | 3  | 6  |
| Chile     | 3   | 3  | 1  | 0  | 2  | 2  | 6  |

| 16:00 - 7 de noviembre de 2007 | Chile | 0:3 (0:1) | Uruguay                        | Parque Esportivo Montanha dos Vinhedos, Bento Gonçalves |                           |
|                                |       |           | Mezquida 35', 54' Gallegos 71' | Árbitro(s): Maykler Gómez                               | Árbitro(s): Maykler Gómez |

| 18:30 - 7 de noviembre de 2007 | Brasil                            | 3:1 (2:0) | Argentina   | Parque Esportivo Montanha dos Vinhedos, Bento Gonçalves |                            |
|                                | Felipe 7' Gérson 22' Fernando 50' |           | Rotondi 76' | Árbitro(s): Carlos Galeano                              | Árbitro(s): Carlos Galeano |

| 17:00 - 9 de noviembre de 2007 | Brasil         | 1:2 (1:2) | Uruguay                  | Passo D'Areia, Porto Alegre |                            |
|                                | Wellington 35' |           | Gallegos 22' Polenta 44' | Árbitro(s): Daniel Salazar  | Árbitro(s): Daniel Salazar |

| 19:00 - 9 de noviembre de 2007 | Chile                       | 2:0 (1:0) | Argentina | Passo D'Areia, Porto Alegre |                             |
|                                | Valenzuela 26' González 78' |           |           | Árbitro(s): Óscar Maldonado | Árbitro(s): Óscar Maldonado |

| 18:00 - 11 de noviembre de 2007 | Brasil                                           | 3:0 (1:0) | Chile | Passo D'Areia, Porto Alegre |                            |
|                                 | Felipe 36' Belchior 58' (p) Matheus Carvalho 88' |           |       | Árbitro(s): Carlos Galeano  | Árbitro(s): Carlos Galeano |

| 20:00 - 11 de noviembre de 2007 | Uruguay      | 1:2 (1:1) | Argentina              | Passo D'Areia, Porto Alegre |                            |
|                                 | Mezquida 20' |           | Sosa 5' (p) Aubone 57' | Árbitro(s): Daniel Salazar  | Árbitro(s): Daniel Salazar |

| Brasil                     |
| Campeón Brasil 2.do título |

## Cuadro Final
|    | Selección | Pts. | PJ | PG | PE | PP | GF | GC | Dif. |
| 1  | Brasil    | 15   | 7  | 5  | 0  | 2  | 16 | 8  | 8    |
| 2  | Uruguay   | 12   | 7  | 4  | 0  | 3  | 15 | 8  | 7    |
| 3  | Argentina | 9    | 7  | 2  | 3  | 2  | 10 | 12 | -2   |
| 4  | Chile     | 11   | 7  | 3  | 2  | 2  | 8  | 10 | -2   |
| 5  | Venezuela | 6    | 4  | 2  | 0  | 2  | 7  | 7  | 0    |
| 6  | Ecuador   | 6    | 4  | 2  | 0  | 2  | 8  | 10 | -2   |
| 7  | Bolivia   | 5    | 4  | 1  | 2  | 1  | 4  | 4  | 0    |
| 8  | Colombia  | 3    | 4  | 0  | 3  | 1  | 5  | 6  | -1   |
| 9  | Perú      | 3    | 4  | 1  | 0  | 3  | 6  | 12 | -6   |
| 10 | Paraguay  | 2    | 4  | 0  | 2  | 2  | 6  | 8  | -2   |